# Mercedes-Benz OF 1114
El chasis frontal de ómnibus con motor delantero Mercedes-Benz OF 1114, el cual no se vendió en el país de origen, fue orientado únicamente a la exportación; especialmente a los países vecinos y Perú. En este último mercado fue y aún sigue siendo realmente muy popular, usado como transporte urbano en las grandes urbes. Portaba el probadísimo y muy fiable motor OM 352 del Mercedes-Benz LO 1114. En el caso del país incaico, fue vendido con carrocería El Detalle.

## Ficha técnica

### Motor
- OM 352 válvulas a la cabeza, árbol de levas lateral.
- Ciclo: diésel cuatro tiempos
- Cilindros: 6 en línea.
- Cilindrada (cc): 5675
- Diámetro x Carrera (mm): 97 x 128.
- Potencia: 140 HP (SAE) a 2800 r. p. m.
- Par motor: 41 Kgm (SAE) a 2000 r. p. m.
- Relación de compresión: 17:1.
- Sistema de combustible: inyección directa
- Orden de inyección: 1-5-3-6-2-4.
- Alimentación: Bomba inyectora lineal comandada por engranajes.
- Alimentación de aire: Filtro de aire en baño de aceite Normal 30 o equivalente.
- Refrigeración: A agua por bomba de agua centrífuga y ventilador comandado por correa de sección "V".

### Transmisión
- Embrague: GF310 Monodisco en seco de accionamiento mecánico, diámetro 300mm (11,78").
- Caja de cambios: MB G 3/36-5/8,98 (Opcional MB G 3/40-5/7,5)
- Velocidades: 5 sincronizadas hacia adelante y 1 de retroceso.
- Relaciones: 1.ª: 8,98 / 2.ª: 4,769 / 3.ª: 2,754 / 4.ª: 1,66 / 5.ª: 1,00 M.A.: 8,29.
- Transmisión: 4x2 a las ruedas traseras mediante 2 cardanes con soporte intermedio.
- Diferencial: Eaton HL4/24 D-7,6 de 2 velocidades de accionamiento eléctrico mediante palanca.
- Relación final. 48:7 (a elección 40:7)
- Eje delantero: MB VL 3/11 D 4,5 rígido

Suspensión delantera: Ballestas longitudinales y amortiguadores hidráulicos telescópicos de doble efecto con barra estabilizadora
Suspensión trasera: Ballestas longitudinales con auxiliar de carga y amortiguadores hidráulicos telescópicos de doble efecto con barra estabilizadora.
Sistema eléctrico: 12v. Alternador: 14v/55A. Batería: 1x 180Ah. Arranque: 12v/4cv

### Frenos
- Frenos: Hidráulico con circuito independiente, con servo de aire comprimido para cada circuito.
- Compresor: Monocilíndrico comandado por árbol de levas.
- Freno estacionamiento: A aire y de accionamiento mecánico sobre las ruedas traseras.

### Medidas
- Entre ejes: 4570 mm
- Largo total: 9220 mm
- Radio de giro voladizo delantero: 9,22 m
- Radio de giro de la trocha delantera: 8,23 m
- Ancho: 2298 mm
- Alto: 2509 mm
- Trocha delantera: 1986 mm
- Trocha trasera: 1746 mm
- Altura de bastidor: 641 mm
- Voladizo delantero: 1750 mm
- Voladizo trasero: 2600 mm
- Ancho máximo en ruedas traseras: 2250 mm

### Cantidades y capacidades
- Tanque de Gas Oil: 210 Litros.
- Aceite motor: 14 Litros
- Filtro de aceite: 2,5 Litros.
- Caja de cambios: 5 Litros
- Diferencial: 5 Litros
- Agua: 25 Litros
- Dirección: 1 Litro.

### Pesos
En orden de marcha (DIN 70020)
- Eje delantero: 2380 kg
- Eje trasero: 1440 kg
- Total: 3280 kg
- Máximo Admisible eje delantero: 4500 kg
- Máximo Admisible eje trasero: 7600 kg
- Total: 11000 kg

### Otros
Llantas: A disco de 8 pernos, 7Jx20"
Neumáticos: 9.00 x 20" 12 telas.
Dirección: ZF 8062 servoasistida hidráulicamente.